# Ljubiša Stojanović (Sänger)
Ljubiša Stojanović, auch nur „Louis“ genannt (* 25. Juni 1952 in Leskovac, Jugoslawien; † 31. Juli 2011 in Feketić, Serbien) war ein serbischer Sänger. Seit seinem Karrierebeginn 1970 veröffentlichte er zahlreiche Lieder und Alben. Sein extravaganter, urbaner Kleidungsstil und sein langer, dunkler Bart waren seine Markenzeichen.

## Leben und Wirken
Louis verbrachte seine Jugend in Leskovac geboren. Seinen Spitznamen erhielt er, weil er als Kind Songs von Louis Armstrong überzeugend sang. 1980 brachte er sein erstes Studio-Lied Ne kuni me, ne ruži me, majko heraus. Stojanović hielt während seiner ganzen Karriere an einem speziellen Musikstil fest, der Elemente von jugoslawischer Volksmusik, Rock, Jazz und Blues enthielt. Zusammen mit der serbischen Band Flamingosi erreichte er 2006 das Finale von Beovizija, dem serbischen Vorentscheid für den Eurovision Song Contest 2006 in Athen.
Am 31. Juli 2011 war Stojanović in einen tödlichen Verkehrsunfall auf einer Autobahn zwischen Feketić und Vrbas (Serbien) verwickelt. Er erlag seinen Verletzungen noch in derselben Nacht. Seinen letzten Auftritt hatte er 10 Tage zuvor in einem Nachtclub in Sarajevo.

## Diskografie
- 1980: Ne kuni me, ne ruzi me, Majko
- 1984: Dudi, s puno ljubavi
- 1985: Srcem i dušom
- 1988: Kamerav
- 1989: Hajde da se pomirimo
- 1990: Dunjo moja
- 2000: Louis - LIVE
- 2001: Sve osim tuge deli
- 2001: Pogled iznutra
- 2005: Carobnjak
- 2008: Ciganski san
- 2011: The Last King Of Balkans (Snail Records)